# لا روشيل
لا روشيل أو رجَّالة (بالفرنسية:  تُنطق [اسمع في هذا المتصفح]La Rochelle)‏ هي مدينة فرنسية معروفة بأهميتها التاريخية، تقع على الساحل الغربي الفرنسي على المحيط الأطلسي. هي مركز إقليم شارنت ماريتيم والمدينة الكبرى فيه وثاني أكبر مدينة في منطقة بواتو شارنت. عدد سكانها 74.123 نسمة. وتتميز المدينة بميناء ذي مناظر جميلة، وقاعة المدينة المبنية في القرن السادس عشر الميلادي.

## جغرافيا
تقع لا روشيل في وسط الساحل الفرنسي للمحيط الأطلسي مقابل جزيرة ري وجزيرة أوليرون اللتان تحميان مينائها من الأمواج الصاخبة الغربية القوية. وهي مركز إقليم شارنت ماريتيم وتقع في شمال غربه وهي أكبر مدينة فيه وثاني أكبر مدينة في منطقة بواتو شارنت بعد عاصمتها بواتييه. تقع على بعد 125 كم جنوب غرب تلك المدينة و 147 كم جنوب نانت و 187 كم شمال بوردو و 472 كم جنوب غرب باريس.

## تاريخ
اتخذت لا روشيل صفة المدينة في القرن الحادي عشر الميلادي في العصور الوسطى. في بداية القرن الثاني عشر في موقع المدينة الحديثة تم بناء قلعة من قِبَل لورد محلي وفي عام 1130 سيطر عليها دوق آكيتانيا الذي أحاطها بسور وأعطاها ميثاق ميناء حر. ومع وريثة دوق آكيتانيا إليانور آكيتيان (1122 – 1204) وبزواجها من لويس السابع ملك فرنسا في عام 1137 خضعت لا روشيل لحكم فرنسا ولكن بعد إلغاء هذا الزواج وزواجها اللاحق من هنري الثاني ملك إنجلترا في عام 1154 خضعت لا روشيل لحكم إنجلترا. هذا الوضع فتح السوق الإنجليزي لصادرات المدينة من الملح والخمر المحلي وبالإضافة إلى وجود كل من فرسان الهيكل وفرسان الإسبتارية في المدينة تحولت إلى أكبر ميناء على الساحل الأطلسي. في عام 1224 حاصر جيش ملك فرنسا لا روشيل وعادت المدينة إليه بعد هزيمة قوات ملك إنجلترا.
في وقت حرب المئة عام خضعت لا روشيل لحكم ملك إنجلترا مؤقتاً عدة مرات وخصوصا من 1360 إلى 1372 عندما حاصرها جيش ملك فرنسا وهكذا أجبر عمدة المدينة وسكانها أن يغادروها المحتلين الإنجليز. في مقابل دخول القوات الفرنسية في المدينة، تفاوض العمدة للحصول على امتيازات تعطي المدينة استقلالا واسعا.
في القرن السادس عشر الميلادي ومع تطوير الإصلاح البروتستانتي أصبحت لا روشيل مدينة بروتستانتية وخلال حروب فرنسا الدينية عانت المدينة كثيرا من معارضتها للتيار الكاثوليكي وأصبحت واحدة من أربعة معاقل بروتستانتية أذن بها ملك فرنسا. و مع قدوم هنري الرابع كملك لفرنسا وهو كان بروتستانتي سابقا صدر مرسوم نانت في عام 1598 الذي أنشأ حول 150 مناطق حماية بروتستانتية في فرنسا بما فيها لا روشيل.
في القرن السابع عشر الميلادي استمرت التوترات الدينية وفي عام 1621 أعلن عمدة لا روشيل استقلالها ووضع دستور دولة بروتستانتية. تمكن أسطول لاروشل من المقاومة ضد سفن ملك فرنسا. لإنهاء هذه المقاومة نظم الكاردينال ريشيليو وزير الملك الفرنسي لويس الثالث عشر حصار المدينة وحظر وصول أسطول إنجليزي إلى ميناء المدينة ليساعدها. في نهاية الأمر استسلمت لا روشيل في عام 1628 بسبب نقص الغذاء وخسر البروتستانت هنا كل حقوقهم السياسية إلا حريتهم للعبادة. بعد ذلك عان البروتستانت في لا روشيل اضطهادا جديدا، وتم طرد 300 أسرة في 1661 وبلغ ذروته مع إلغاء مرسوم نانت في 1685 وإنهاء حرية العبادة للبروتستانت في فرنسا. هاجر العديد منهم وأسّسوا مدن مثل نيو روشيل في محيط نيويورك في أمريكا.
وكانت الفترة التي تلت الحروب الدينية مزدهرة، تميزت بالتبادلات المكثفة مع أمريكا وشارك تجار لا روشيل في الإتجار في العبيد من أفريقيا إلى جزر الأنتيل وفي السكر منها أو في الفرو من كندا إلى فرنسا. في القرنين السابع عشر والثامن عشر، كان يستنزف ميناء لا روشيل أكثر من نصف حركة المرور الاستعماري إلى فرنسا الجديدة.
مع معاهدة باريس التي عيّنت كندا إلى بريطانيا العظمى، المنتصرة في حرب السنوات السبع في عام 1763، ثم مع الحروب النابليونية والحصار من بريطانيا العظمى في بداية القرن التاسع عشر، فقدت لا روشيل الفرص المتاحة في السوق وتناقص دور ميناؤها. في عام 1810 أمر نابوليون بنقل مركز إقليم شارنت إنفيريور (حايا شارنت ماريتيم) من سانتس إلى لا روشيل. وصلت السكك الحديدية إلى لا روشيل في عام 1857 واُفتتح ميناء جديد أكبر في عام 1890.

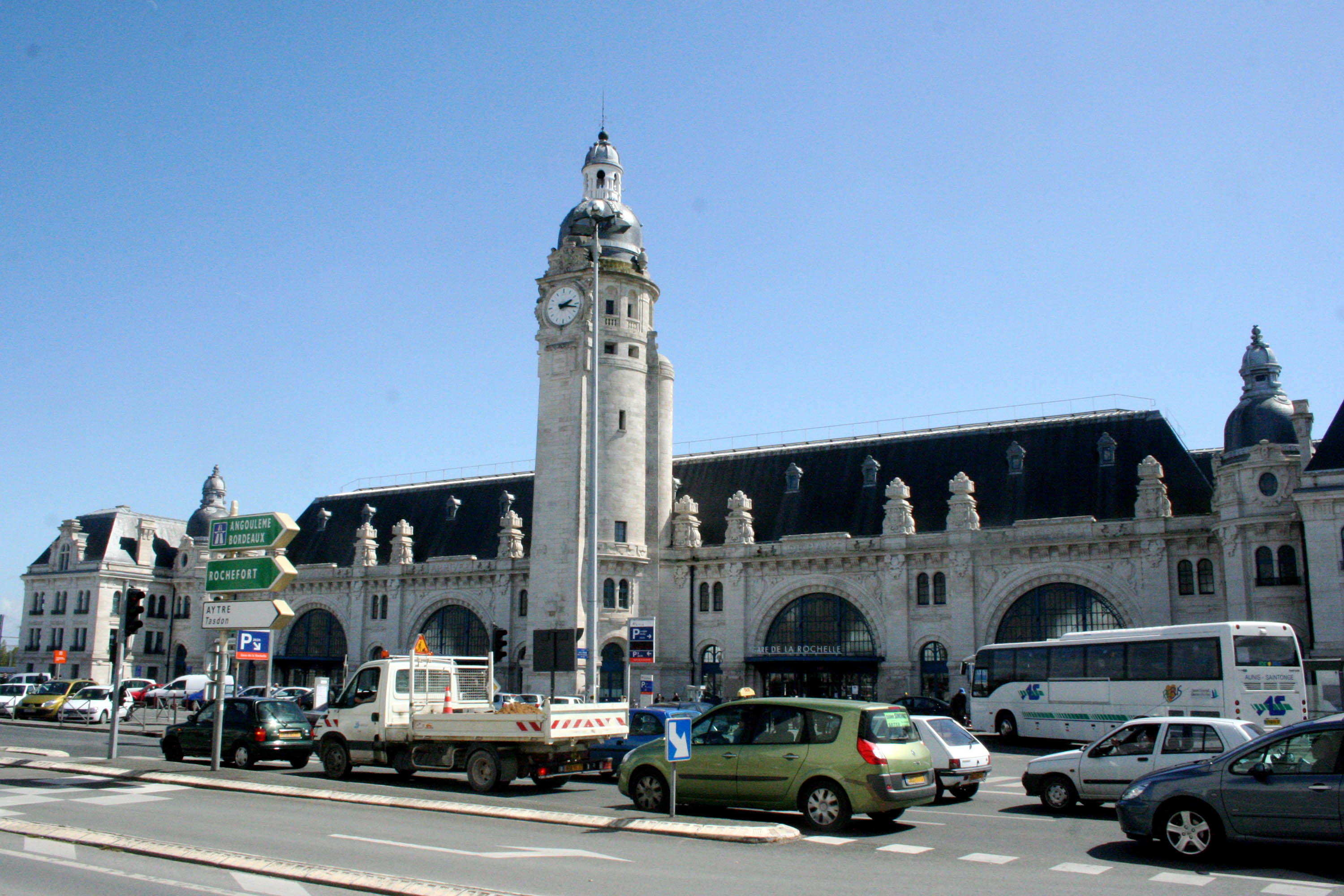
محطة السكك الحديدية.

كانت تقع لا روشيل عند تقاطع خطوط السكك الحديدية التي تربط بوردو ونانت وبواتييه. وفي أوائل القرن العشرين تزايدت حركة السكك الحديدية بشكل ملحوظ، ولا سيما بسبب السياحة الساحلية. في عام 1939 تم افتتاح مطار المدينة. خلال الحرب العالمية الثانية استخدم المحتلين النازيين الميناء كقاعدة للغواصات، التي تعرضت للقصف من قبل الحلفاء البريطانيين والأمريكيين. وعندما تحررت بقية فرنسا منذ منتصف عام 1944، كانت المدينة واحدة من المناطق التي لا تزال محتلة حتى 8 مايو 1945، يوم الهدنة.

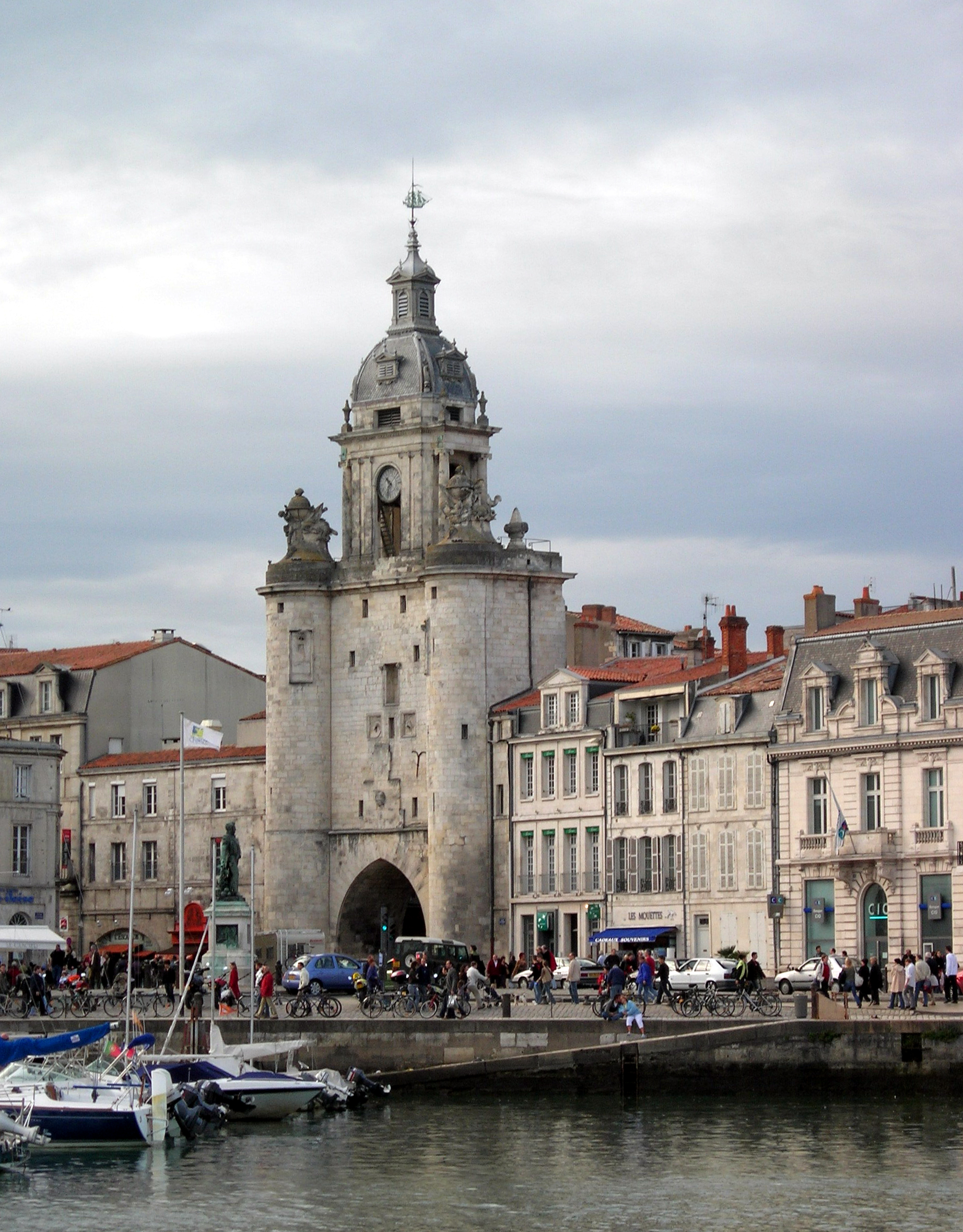
باب الساعة الكبرى.

كانت لا روشيل مدينة رائدة في البيئة الحضرية مع منطقة المُشاة الأولى من فرنسا في عام 1970، وأول سيارات كهربائية في الخدمة الذاتية في عام 1999. تتميز المدينة بأكبر ثامن ميناء فرنسي، الذي يتعامل أساسا الهيدروكربونات والحبوب والأخشاب الاستوائية، وميناء الصيد وأكبر مارينا في أوروبا.

## شخصيات
- رينيه أنطوان فيرشو دي ريومور (1683 - 1757) هو عالم فرنسي في الفيزياء والعلوم الطبيعية.
- أيميه جاك بونبلان (1773-1858) هو عالم نبات.
- أوجين فرومنتان (1820 – 1876) هو رسام وكاتب.

## مدن توأم
- الصويرة – المغرب
- لوبيك – ألمانيا
- نيو روتشيل، نيويورك – الولايات المتحدة

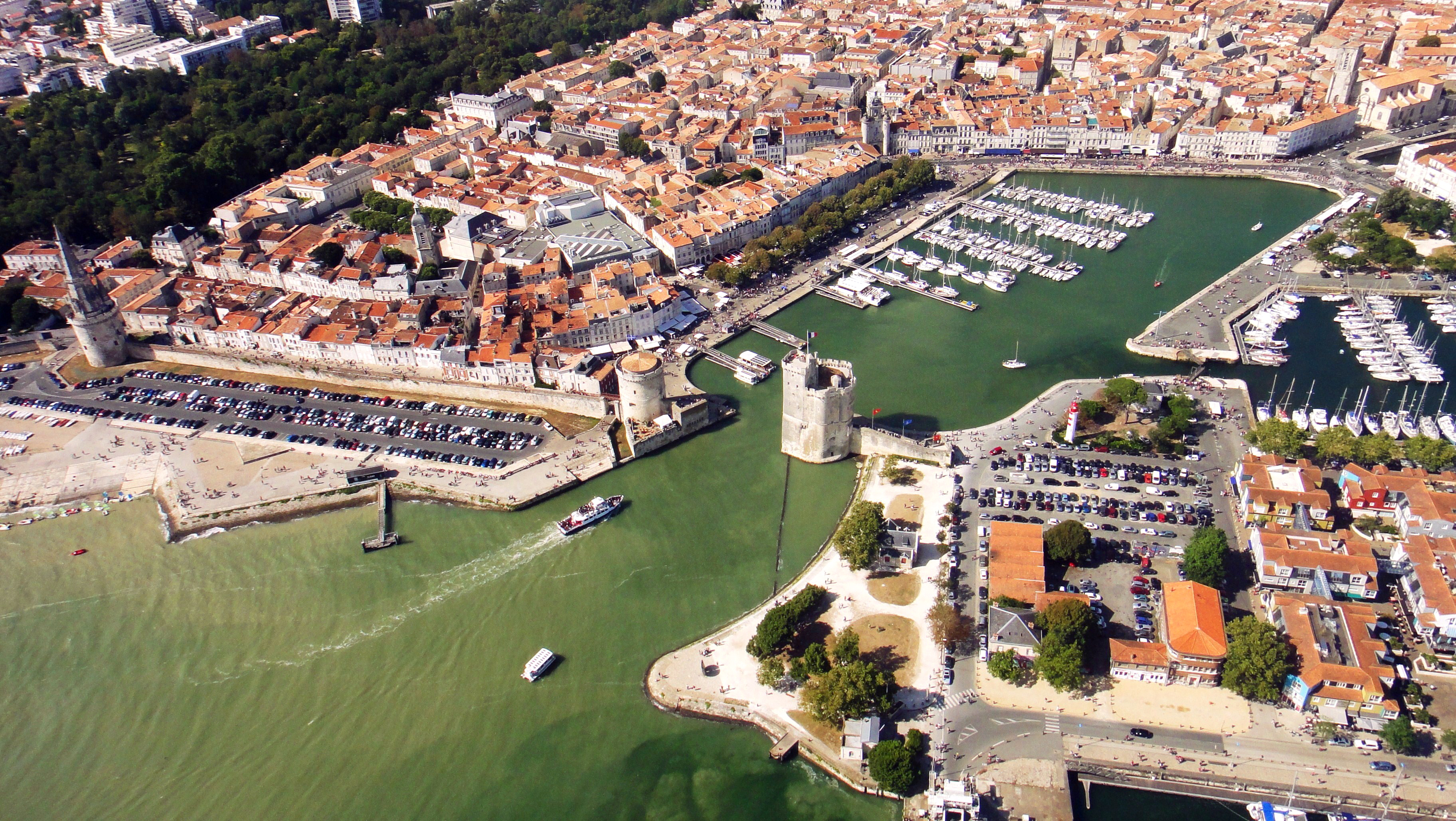
الميناء القديم

- بيتروزوفودسك – روسيا

## معرض صور

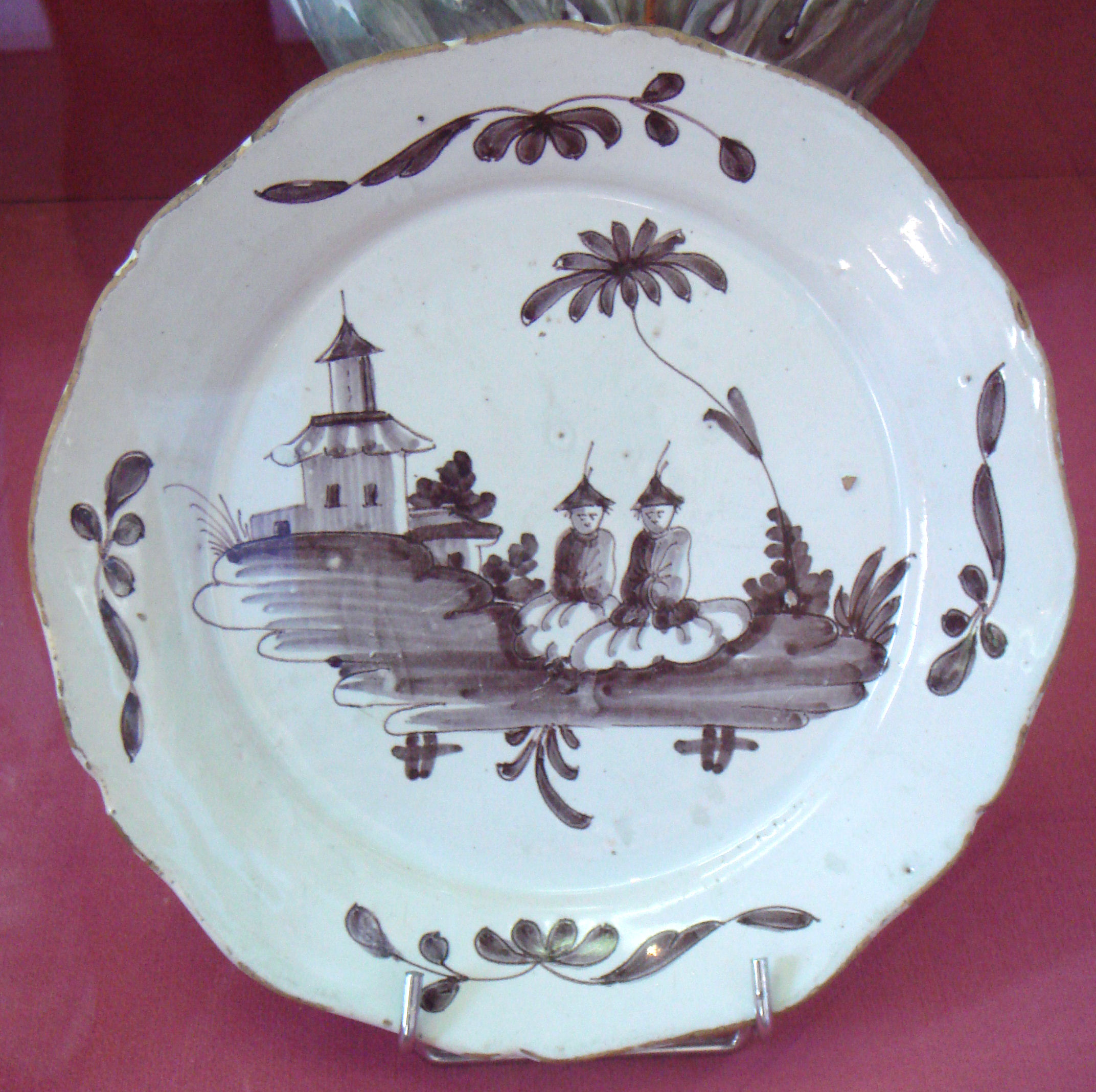
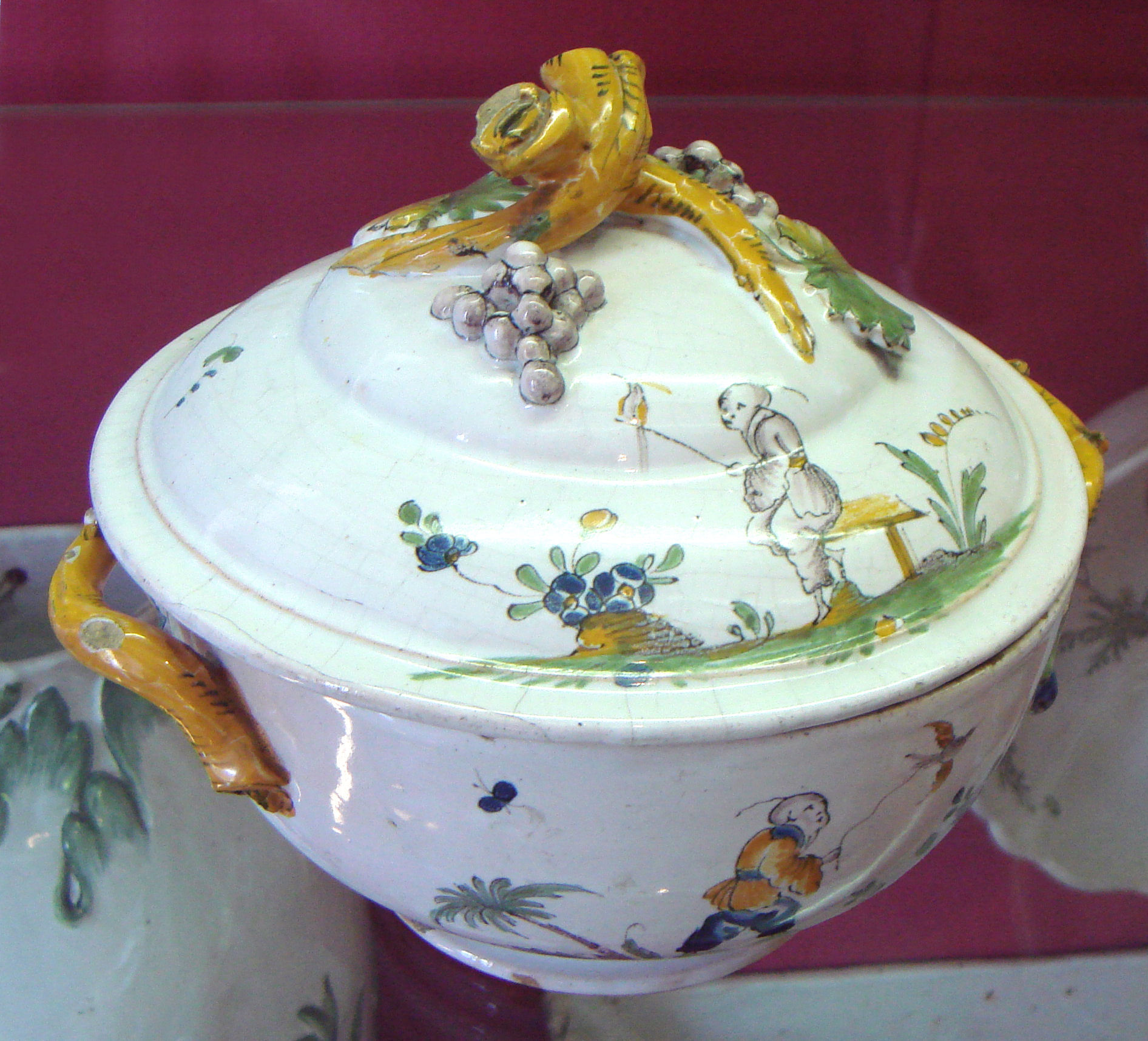
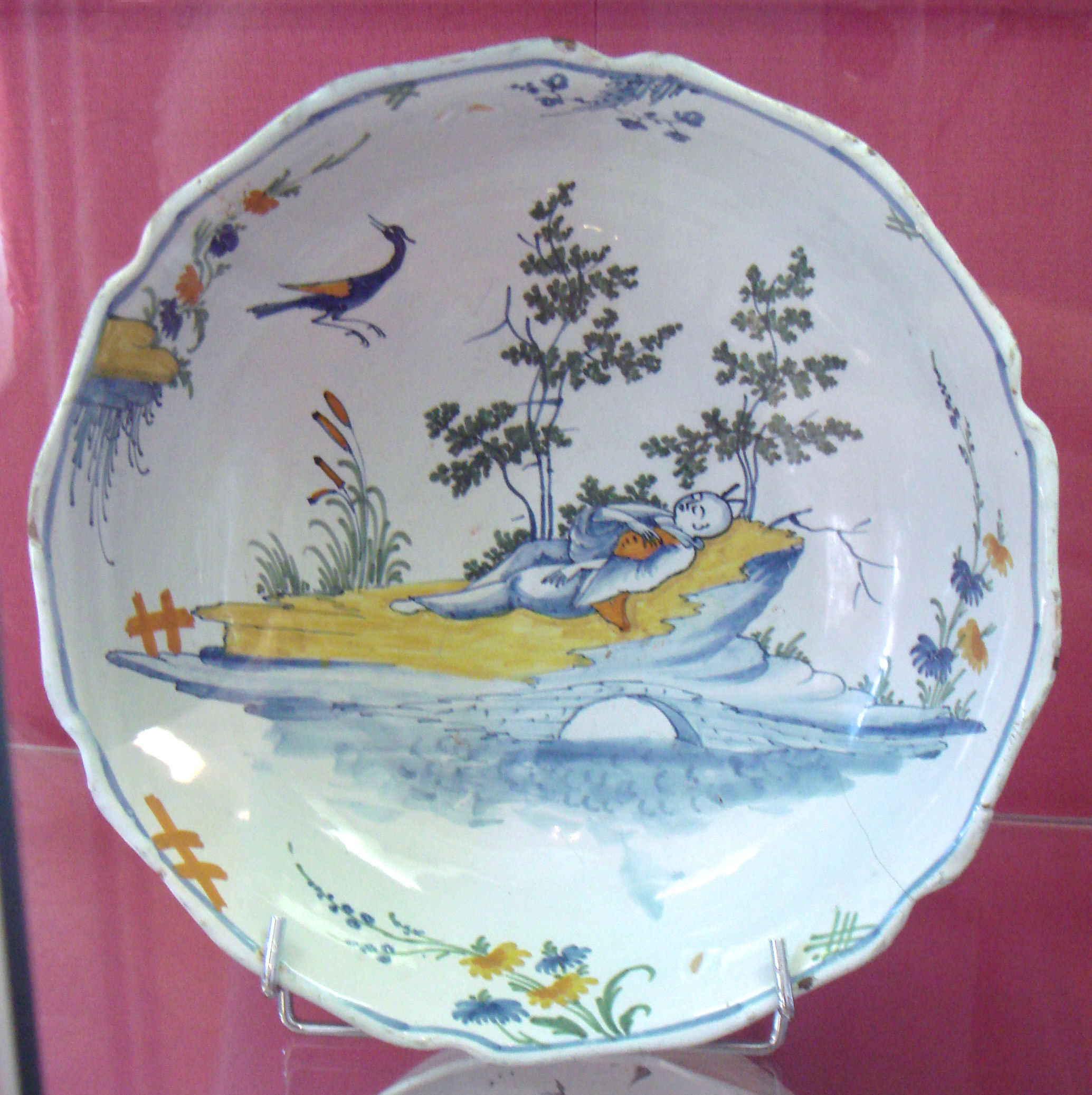